# Михалик, Любомир
Любомир Михалик (словац. Ľubomír Michalík; 13 августа 1983, Чадца, Чехословакия) — словацкий футболист, защитник клуба «Середь». Выступал в национальной сборной Словакии.

## Клубная карьера
В январе 2007 года Михалик переходит в «Болтон Уондерерс» из ФК «Сенец», подписывая контракт на три года. Свой первый и единственный гол за «Болтон» забил 28 апреля 2007 года на «Стэмфорд Бридж» в матче против «Челси».
В марте 2007 года переходит на правах аренды в «Лидс Юнайтед». Его игра впечатлила тренера клуба Денниса Уайза настолько, что позже клуб выкупил права на футболиста за 500 тысяч фунтов. Всего за два сезона Михалик сыграл за «Лидс» 49 в чемпионате 49 матчей и забил один гол. 14 мая 2010 года, после того как игрок получил вызов в расширенный список игроков сборной, претендующих на поездку на чемпионат мира в ЮАР, «Лидс» уведомил игрока о том, чтобы он подыскивал себе новый клуб.
31 августа Любомир переходит на правах аренды в «Карлайл Юнайтед». Дебютный матч он играет против «Суиндон Таун», который завершился со счетом 0:0. 14 января 2011 года клуб выкупает права на игрока «Лидса». Ожидая переход в «Хиберниан», Любо отказывается продлевать контракт с «Карлайлом» и покидает команду.
12 сентября 2012 года Любомир подписывает контракт с «Портсмутом». Но проводит в команде всего полгода. После «Портсмута» игрок переходит в казахстанский «Кайрат», где присоединяется к бывшему тренеру своей сборной Владимиру Вайссу. После «Кайрата» Любомир подписывает контракт со словацким клубом ДАК 1904.

## Карьера в сборной
Дебют в сборной состоялся 10 декабря 2006 года, в товарищеской встрече против ОАЭ, в этом же матче он забил свой первый гол за сборную. 11 мая 2010 года попал в расширенный список 29 игроков кандидатов на поездку, на чемпионат мира в ЮАР.